# Witalij Gubariew
Witalij Gieorgijewicz Gubariew (ros. Вита́лий Гео́ргиевич Гу́барев; ur. 30 sierpnia 1912 w Rostowie nad Donem, zm. 1981 w Moskwie) – radziecki pisarz książek dla dzieci. 
Autor m.in. powieści biograficznej Pawlik Morozow oraz powieści dla młodzieży Przygoda, jakiej nie było. Był żonaty z radziecką aktorką Tamarą Nosową.

## Książki
- Pawlik Morozow (Павлик Морозов)
- Królestwo krzywych zwierciadeł (Королевство кривых зеркал)
- Przygoda, jakiej nie było  (Трое на острове)

## Adaptacje filmowe
- 1963: Królestwo krzywych zwierciadeł (Королевство кривых зеркал)
- 1970: W tridiewiatom carstwie (В тридевятом царстве…)[2]
- 1986: Troje na ostrowie (Трое на острове)[3] (film animowany)

## Literatura
- W. Gubariew, Pawlik Morozow, tł. z jęz. ros. S. Michałowski, Instytut Wydawniczy "Nasza Ksiegarnia", Warszawa 1952[4]
- Witali Gubariew, Przygoda, jakiej nie było, przeł. Katarzyna Witwicka, "Nasza Księgarnia", Warszawa 1970[5].